# Microdeutopus chelifer
Microdeutopus chelifer är en kräftdjursart som först beskrevs av Charles Spence Bate 1856.  Microdeutopus chelifer ingår i släktet Microdeutopus och familjen Aoridae. Inga underarter finns listade i Catalogue of Life.